# Бекмуродов, Бобур Мансурович
Бобур Мансурович Бекмуродов (узб. Bobur Mansurovich Bekmurodov) — узбекский общественный и политический деятель, депутат Законодательной палаты Олий Мажлиса Республики Узбекистан (с 2019 года), с 27 июля 2020 года председатель движения «Юксалиш» (на общественных началах), председатель Комитета Законодательной палаты Олий Мажлиса Республики Узбекистан по вопросам предпринимательства, развития конкуренции и промышленности.

## Биография
Бобур Мансурович Бекмуродов родился 5 января 1985 года в Кашкадарьинской области. Отец, Мансур Бобомурадович Бекмуродов (родился в Кашкадарьинской области в 1953 году), заведует кафедрой в Академии государственного управления при Президенте Республики Узбекистан. Мать, Матонат Али кизи Бекмуродова (родилась в Республике Азербайджан в 1960 году).
В 2008 году окончил Узбекский государственный университет мировых языков по специальности «переводчик-филолог».
В 2010 году получил второе высшее образование в Ташкентском государственном экономическом университете по специальности «экономист».
В 2005-2006 гг. был слушателем программы США «Partnership for Academic development» в Узбекистане.
В 2018 году стал выпускником стипендиальной программы Джона Смита (Великобритания).
Владеет узбекским, русским и английским языками.

## Карьера
2006-2007 гг. — специалист отдела инвестиционных проектов, специалист 2-й категории отдела маркетинга и клиентской политики в ОАК Банк «Ипак йули»;
2007-2011 гг. — координатор конкурса, координатор региональных отделений Центра молодёжных инициатив «Келажак овози»;
2011-2013 гг. — директор Республиканского центра содействия занятости молодежи;
2013-2015 гг. — директор по корпоративному развитию компании «Creative Financial Solutions»;
2015-2017 гг. — учредитель совместного предприятия ООО «Mega Venture»;
2017-2019 гг. — главный координатор, заместитель исполнительного директора Центра «Стратегия развития»;
2018-2020 г. — депутат Мирзо-Улугбекского районного Кенгаша народных депутатов;
2019-2020 гг. — исполнительный директор, заместитель председателя движения «Юксалиш»;
с 27 июля 2020 года — председатель движения «Юксалиш».
На парламентских выборах, состоявшихся в Узбекистане в декабре 2019 года, избран депутатом в Законодательную палату Олий Мажлиса Республики Узбекистан от Либерально-демократической партии Узбекистана от Бешкентского избирательного округа №126 (Кашкадарьинская область).
В качестве депутата, члена Комитета по демократическим институтам, негосударственным организациям и органам самоуправления граждан Законодательной палаты Олий Мажлиса Республики Узбекистан и председателя движения «Юксалиш» участвует в разработке законов и других нормативно-правовых актов, концепций и программ, направленных на социально-экономическое и общественно-политическое развитие Узбекистана. Содействует продвижению эффективного управления, наращиванию потенциала некоммерческого сектора, расширению участия местных сообществ в управлении.
С января 2020 года — член Комитета по демократическим институтам, негосударственным организациям и органам самоуправления граждан Законодательной палаты Олий Мажлиса Республики Узбекистан. Ответственный секретарь Комиссии по управлению средствами Общественного фонда по поддержке негосударственных некоммерческих организаций и других институтов гражданского общества при Олий Мажлисе Республики Узбекистан.
С 2020 года — член Национального совета Республики Узбекистан по противодействию коррупции, Комиссии по вопросам обеспечения гендерного равенства Республики Узбекистан.
На парламентских выборах, состоявшихся в Узбекистане в октябре 2024 года, избран депутатом в Законодательную палату Олий Мажлиса Республики Узбекистан от Либерально-демократической партии Узбекистана из 63-го Кашкадарьинского областного избирательного округа (Кашкадарьинская область). 
C ноября 2024 года — председатель Комитета Законодательной палаты Олий Мажлиса Республики Узбекистан по вопросам предпринимательства, развития конкуренции и промышленности.

## Высказывания
13 сентября 2023 года, в ответ на высказывания депутата Евгения Федорова о том, что республики вышли из СССР «незаконно», Бобур Бекмуродов ответил: «Заявления о „возвращении бывших союзных республик путём войны или дипломатии“ не являются продуктом здорового мышления... Узбекистан — страна, обладающая надёжным суверенитетом и сильной государственностью. Более того, мы с Россией союзники, а отношения между нашими народами основаны на дружбе и взаимоуважении». 
16 ноября 2023 года упрекнул Пётра Толстого в идеи постройке русскоязычных школ за счёт государств откуда едут мигранты и из денег которые они пересылают на Родину.
21 декабря 2023 года Бобур Бекмуродов предупредил о возможной уголовной ответственности депутата Захара Прилепина по статье 159 УК Республики Узбекистан, после того как Прилепин предложил оккупировать территории бывшего СССР Российской Федерацией. 
27 сентября 2024 года Бобур Бекмуродов ответил на высказывание зампреда комитета Совфеда по международным делам Андрея Климова. Климов, комментируя инцидент с учительницей, ударившей на уроке русского языка школьника, заявил: «Уже была одна страна, которая таким образом себя вела довольно долго. Теперь она оказалась в очень тяжелом положении». Бобур Бекмуродов подчеркнул: «Внутренние вопросы, а тем более бытовые случаи, выводить на высокий дипломатический уровень — само по себе ошибка».
20 октября 2024 года Бобур Бекмуродов ответил Сергею Миронову, который предложил ввести визовый режим с Узбекистаном в связи с тем, что генконсульство Узбекистана в городе Казани призвало граждан не служить в российской армии. Бобур Бекмуродов подчеркнул, что Узбекистан никогда не допустит вовлечения своих граждан в военные конфликты, а консульства имеют право защищать их от незаконных действий. Он напомнил, что узбекистанцы, работающие в России, вносят вклад в её экономику и платят налоги. Ссылаясь на статью 7 Договора «О союзнических отношениях», Бобур Бекмуродов отметил, что обе стороны обязаны защищать права граждан, и добавил: «У нас законы работают. У вас они тоже должны работать».

## Личная жизнь
Женат, двое детей.

## Награды
- Государственная стипендия им. А. Навои (2007 г.)
- Памятный знак «O‘zbekiston mustaqilligiga 20-yil» в честь 20-й годовщины независимости Узбекистана (2011 г.)
- Памятный знак «O‘zbekiston mustaqilligiga 26-yil» в честь 26-й годовщины независимости Узбекистана (2017 г.)